# یواس‌اس بشو (اس‌اس-۲۴۱)
یواس‌اس بشو (اس‌اس-۲۴۱) (به انگلیسی: USS Bashaw (SS-241)) یک زیردریایی بود که طول آن ۳۱۱ فوت ۹ اینچ (۹۵٫۰۲ متر) بود. این زیردریایی در سال ۱۹۴۳ ساخته شد.